# Drei Tage von Westflandern 2009
Die 6. Drei Tage von Westflandern fanden vom 6. bis zum 8. März 2009 statt. Das Radrennen wurde in drei Etappen über eine Distanz von 541,4 Kilometern ausgetragen. Das Rennen war Teil der UCI Europe Tour 2009 und war in die Kategorie 2.1 eingestuft.

## Etappen
| Etappe    | Tag     | Start – Ziel        | km    | Etappensieger     | Führender         |
| --------- | ------- | ------------------- | ----- | ----------------- | ----------------- |
| 1. Etappe | 6. März | Kortrijk – Bellegem | 176,4 | Johnny Hoogerland | Johnny Hoogerland |
| 2. Etappe | 7. März | Torhout – Handzame  | 184,4 | Danilo Napolitano | Johnny Hoogerland |
| 3. Etappe | 8. März | Ichtegem – Ichtegem | 185,7 | Wouter Weylandt   | Johnny Hoogerland |